# Tour Suojiang
Les tours Suojiang, sont deux tours, datant de la dynastie Ming, situées au bord du Chang jiang, à Jiujiang, au Nord-Ouest de la province du Jiangxi, en République populaire de Chine.
Les tours sont protégés par la liste des sites historiques et culturels majeurs protégés au niveau national (Jiangxi), depuis mars 2013, sous le numéro de catalogue, 7-1111.

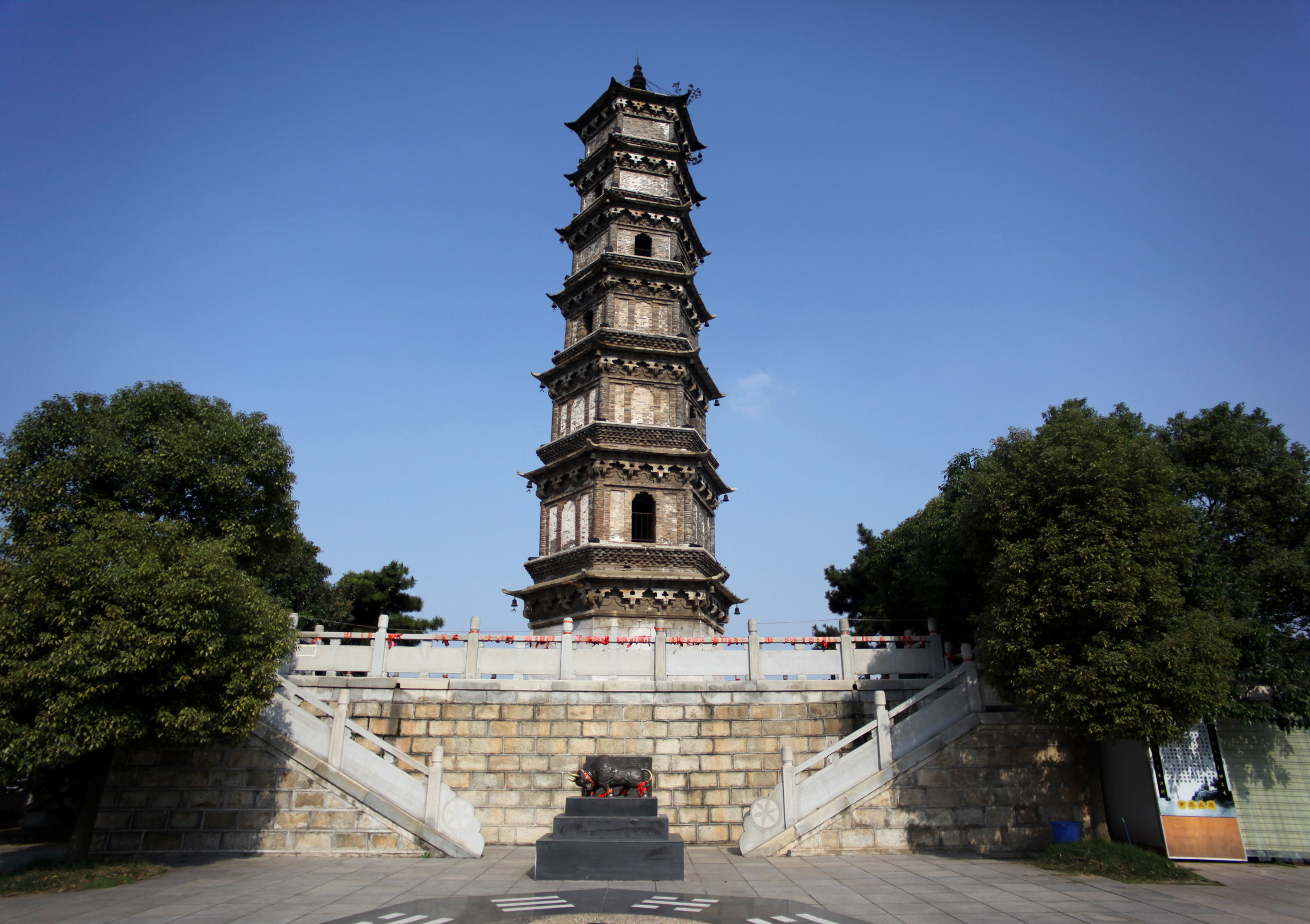
Ancienne tour Suojiang

Il en existe deux, proches l'une de l'autre, la nouvelle, dite Tour Suojiang (锁江楼), construction de bois, et l'ancienne, dite ancienne tour Suojiang (锁江楼古塔). La première permettait, lors de sa création de se réunir pour manger et boire, la seconde, plus ancienne est tour à vocation religieuse, de confession taoïste.